# Département de Palpalá
Le département de Palpalá est une des 16 subdivisions de la province de Jujuy, en Argentine. Son chef-lieu est la ville de Palpalá.
Le département a une superficie de 467 km2. Sa population s'élevait à 48 199 habitants en 2001 et était estimée à 60 768 habitants en 2005 par l'INDEC.

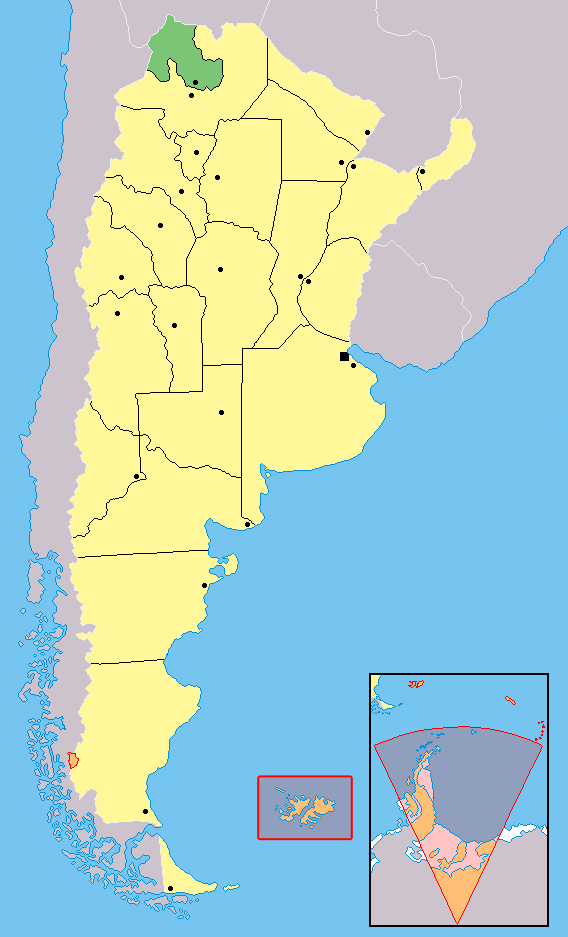
Localisation de la province de Jujuy en Argentine.